# Dekanat witebski rejonowy I
Dekanat witebski rejonowy I – jeden z dwudziestu jeden dekanatów wchodzących w skład eparchii witebskiej i orszańskiej Egzarchatu Białoruskiego Patriarchatu Moskiewskiego.
Dziekanem jest jerej Dionisij Andriejew.

## Parafie w dekanacie[1]
- Parafia św. Hioba Poczajowskiego w Babiniczach
  - Cerkiew św. Hioba Poczajowskiego w Babiniczach
- Parafia św. Sergiusza Radoneskiego w Dołży
  - Cerkiew św. Sergiusza Radoneskiego w Dołży
- Parafia św. Trójcy w Janowiczach
  - Cerkiew św. Trójcy w Janowiczach
- Parafia Wniebowstąpienia Pańskiego w Łużeśnie
  - Cerkiew Wniebowstąpienia Pańskiego w Łużeśnie
- Parafia św. Jana Wojownika w Mazołowie
  - Cerkiew św. Jana Wojownika w Mazołowie
- Parafia Świętych Piotra i Pawła w Surażu
  - Cerkiew Świętych Piotra i Pawła w Surażu
  - Pokój modlitwy św. Borysa i Gleba w Wymnie
- Parafia Ikony Matki Bożej ,,Niewyczerpany Kielich" w Wićbie
  - Cerkiew Ikony Matki Bożej ,,Niewyczerpany Kielich" w Wićbie
- Parafia św. Proroka Eliasza w Zapolu
  - Cerkiew św. Proroka Eliasza w Zapolu
  - Dom modlitwy Kazańskiej Ikony Matki Bożej w Nowosiółkach

Na terenie dekanatu znajduje się pokój modlitwy Kazańskiej Ikony Matki Bożej w Wymnie.

## Galeria

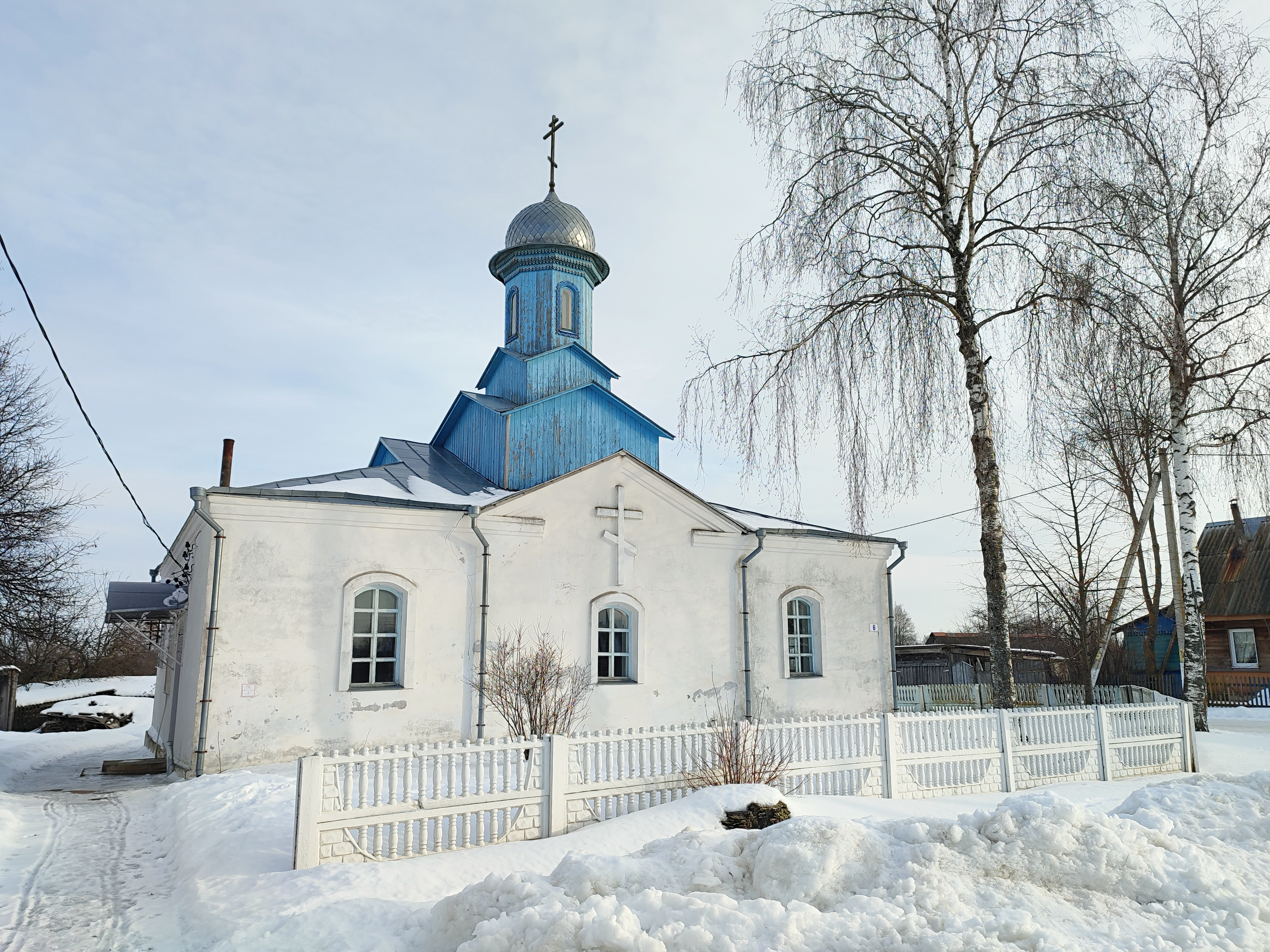
Cerkiew św. Trójcy w Janowiczach
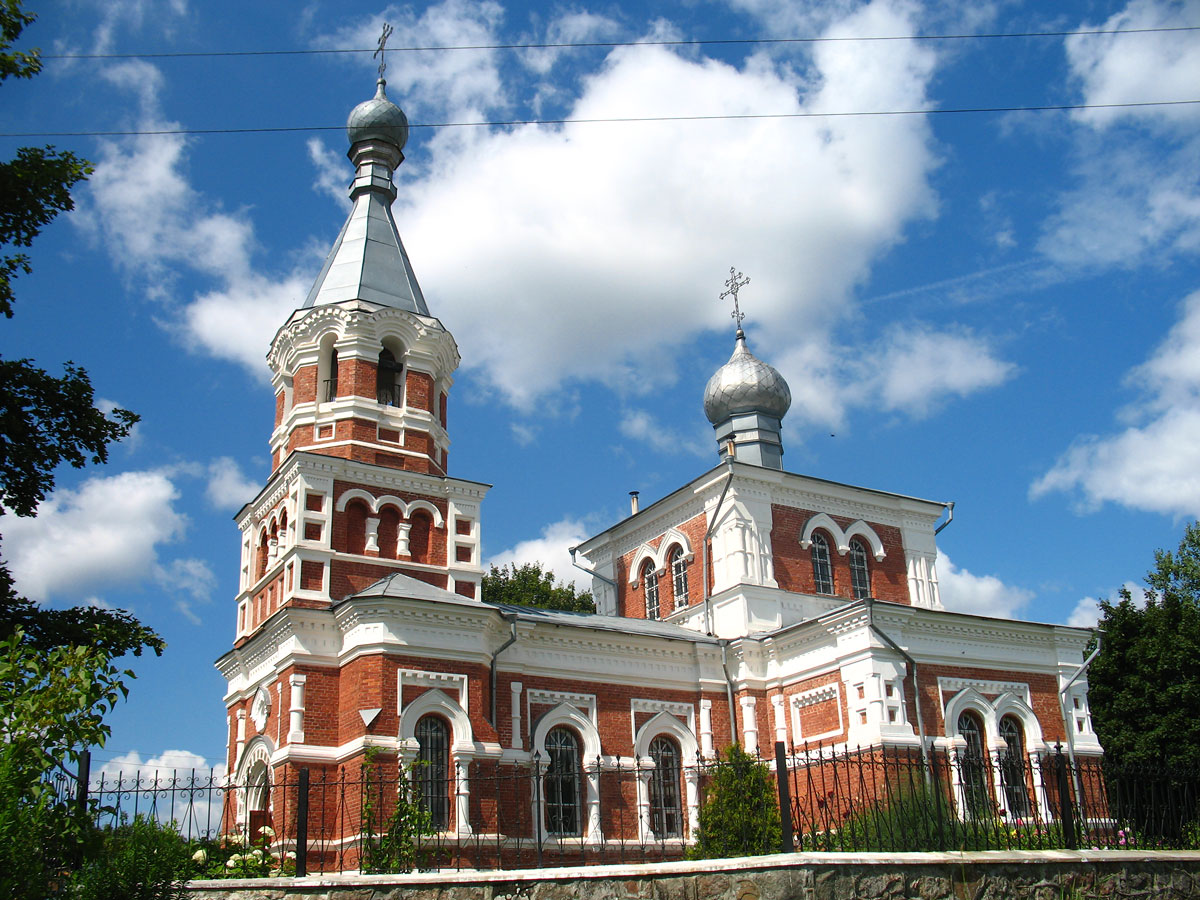
Cerkiew Wniebowstąpienia Pańskiego w Łużeśnie